# (1324) Knysna
(1324) Knysna est un astéroïde de la ceinture principale découvert le 15 juin 1934 à l'Observatoire de l'Union de Johannesbourg par l'astronome sud-africain Cyril V. Jackson.
Il tire son nom de la ville sud-africaine Knysna.

## Historique
Sa désignation provisoire, lors de sa découverte le 15 juin 1934, était 1934 LL.